# Йоанн Пеле
Йоанн Пеле (фр. Yohann Pelé, нар. 4 листопада 1982, Бру-сюр-Шантерен) — французький футболіст, воротар.

## Ігрова кар'єра
Вихованець «Ле-Мана». Дебютував за клуб у Лізі 2 10 вересня 2002 року і загалом провів того сезону два матчі, а його команда вийшла в елітний дивізіон. У Лізі 1 Пеле провів перший матч 20 грудня 2003 року проти «Сошо» і надалі зумів витіснити з основи Жана-Франсуа Беденека, але команда втриматись в еліті не зуміла. Втім Йоанн регулярно грав і у наступному сезоні 2004/05, коли клуб знову завоював путівку в Лігу 1. Цього разу клуб закріпився в еліті й Пеле протягом наступних чотирьох років був основним голкіпером клубу та провів 128 матчів у вищому дивізіоні Франції. 

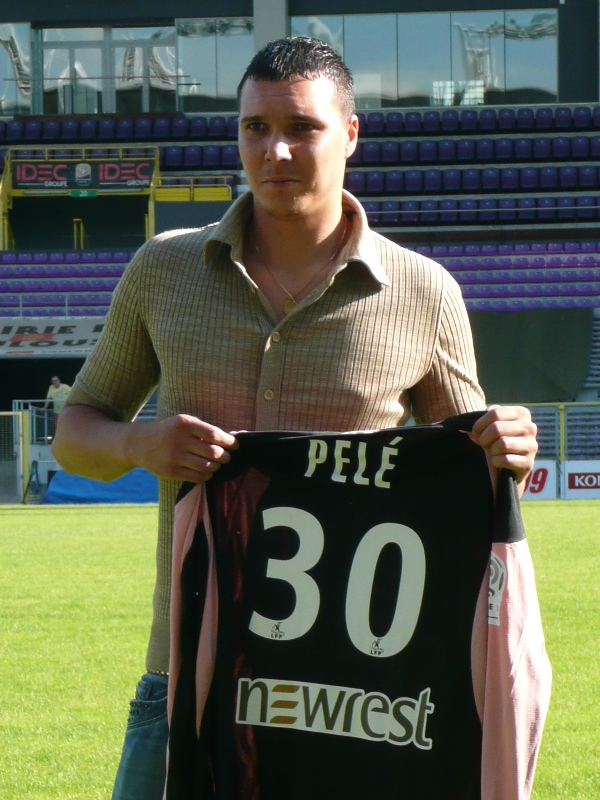
Йоанн Пеле під час виступів за «Тулузу». 2009 рік.

29 червня 2009 року Пеле підписав чотирирічний контракт з французькою «Тулузою». Йоанн розпочав як основний воротар, проте 12 жовтня 2010 року «Тулуза» оголосила, що Пеле страждає на тромбоемболію легеневої артерії, через що гравець мав залишитись поза футболом мінімум на пів року. У грудні 2010 року стало відомо, що воротар не зможе грати до жовтня 2011 року і хвороба загрожує продовженню його кар'єри. 9 травня 2012 року Пеле покинув клуб, не зігравши за нього більше жодного матчу. У липні 2012 року малієць Мохамед Фофана, колишній партнер Йоана у «Тулузі», заявив в інтерв'ю, що Пеле більше не зможе грати в футбол через хворобу. 
Втім вже 4 січня 2013 року Йоанн оголосив, що хоче грати в футбол знову після дозволу лікаря і тренувався з «Діжоном» та «Ванном», щоб відновити фізичну форму. У січні наступного року, більш ніж через три роки після останньої офіційної гри, воротар підписав контракт на 2,5 роки з «Сошо». 8 лютого 2014 року проти «Лілля» у матчі 24 туру Ліги 1 Пеле повернувся до професійного футболу після тривалої перерви.  Зігравши до кінця сезону у 15 іграх, він не зміг запобігти вильоту клубу в Лігу 2. У наступному сезоні клуб не зміг повернутись до Ліги 1, попри високу продуктивність свого воротаря. 9 червня 2015 року була знайдена взаємна домовленість гравця з клубом, яка дозволила йому стати вільним агентом за рік до закінчення контракту.
У липні 2015 року Пеле приєднався до клубу Ліги 1 «Марсель». У першому сезоні був запасним воротарем, але після відходу Стіва Манданди Йоанн став основним воротарем і у сезоні 2016/17 років зіграв у всіх 38 матчах Ліги 1, ставши воротарем з найбільшою кількістю «сухих матчів» серед усіх п'яти топчемпіонатів Європи. Втім влітку 2017 року до команди повернувся Манданда, і Пеле знову став запасним воротарем. Станом на 1 червня 2020 року відіграв за команду з Марселя 61 матч у національному чемпіонаті.

## Кар'єра в збірній
У 2008 році зіграв два матчі за молодіжну збірну Франції: попри перевищення обмеження на вік (Пеле було 25 років проти ліміту у 21), правила товариського турніру дозволяли виступати трьом старшим гравцям за молодіжну збірну. 2008 року запрошувався до складу національної збірної Франції на товариські матчі проти Тунісу і Уругваю, але на поле не виходив.

## Особисте життя
Старший брат Йоанна, Стівен Пеле, також футболіст. Вони разом грали за «Ле-Ман» у сезоні 2002/03.